# الاذناء (الجوبة)

تعديل مصدري - تعديل

الاذناء هي إحدى قرى عزلة جبل السحل بمديرية الجوبة التابعة لمحافظة مأرب، بلغ تعداد سكانها 71 نسمة حسب تعداد اليمن لعام 2004.